# Butterland
Das Wort Butterland ist ein Begriff der Seemannssprache. Damit bezeichneten Seefahrer Inseln oder Küsten am Horizont, die durch Dunst oder Nebel vorgetäuscht werden und „zerschmelzen“, sobald die Sonne scheint. Die optische Täuschung hieß auch Treibland. Im Gegensatz zur Fata Morgana beruht sie nicht auf Luftspiegelung.
Der deutsche Begriff ist eine Übernahme von niederländisch boterland. Im  niederländischen Sprachraum, von der Seefahrt geprägt, lag die Metapher wegen der gleichfalls verbreiteten Milchwirtschaft nahe. Belegt sind auch französisch terre de beurre und spanisch tierra de manteca, zugleich eine Bezeichnung für die kanarische Insel El Hierro und die Kanarischen Inseln generell.
Der österreichische Jesuit Joseph Stöcklein berichtete 1748 in der von ihm bearbeiteten Reisebriefsammlung Der Neue Welt-Bott: „… nach aufgehebtem Abend-Tisch liesse sich gähling von der Popa [jählings vom Heck] her eine Reihe gebürgechter Inseln sehen; welches uns sammentlich in Verwunderung zohe; dann niemand auf der See-Charten sehen, noch finden kunte, was in selbiger Gegend für Land seyn müste; viel hätten geschworen, es wäre das, so man sahe, ein warhaftes Land; allein es hatte sich endlich geäusseret, daß es tierra de Manteca (wie die Seefahrer reden) das ist ein Butter-Land gewesen, so bey heller und heisser Sonne, samt den Wolcken, in denen es bestehet, zu zerschmeltzen pfleget.“
Butterland hießen auch für die Weidewirtschaft fruchtbare Landstriche. Im übertragenen Sinn galt „Butterland sehen“ als Bezeichnung für moralische Orientierungslosigkeit. „Die großen Städte sind die Sammelplätze des Luxus, des Müßigganges und des sittlichen Verderbens. Der Städter irrt ewig ohne Compaß herum und sieht beständig Butterland“, klagte 1826 der deutsche Schriftsteller Heinrich Clauren.